# Irishtown

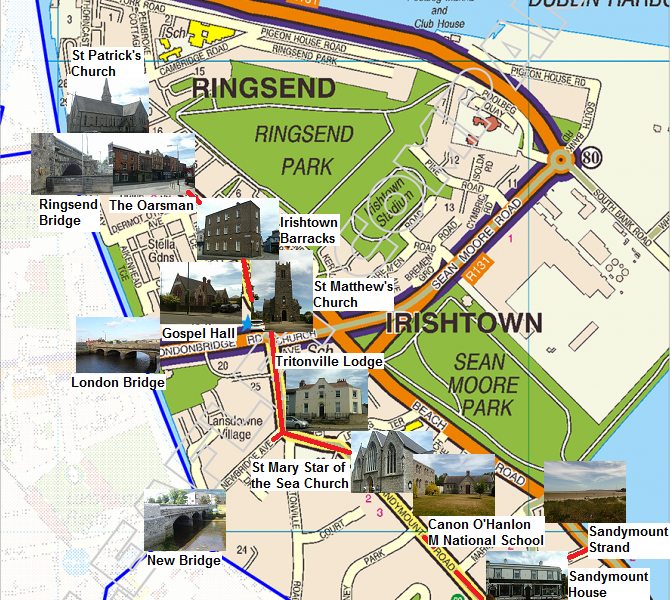
Mapa de Irishtown (con Ringsend y Sandymount) con edificios notables

Irishtown (en irlandés An Baile Gaelach) es un distrito de la ciudad de Dublín, capital de la república de Irlanda. Se encuentra situado en el lado sur del río Liffey, colindante entre el distrito de Ringsend al norte y Sandymount al sur, y con el río Dodder al este. Su importancia radica en que se fundó junto a las murallas medievales de Dublín, ya desde la época de «La empalizada», una zona que los ingleses cercaron con una empalizada para instalarse y montar el centro de control sobre la isla de Irlanda. Durante esos días, los habitantes irlandeses de Irishtown ya eran considerados dentro de la zona de la empalizada como una amenaza para el gobierno inglés. Alrededor del siglo XV, la inmigración gaélica que sufrió fue tal que, el gobierno inglés comprendió que mantener las leyes y normas británicas en él sería tarea difícil.